# CRS Racing
CRS Racing (dawniej: Team AKA) – brytyjski zespół startujący w wyścigach samochodowych, którego założycielem jest Andrew Kirkaldy. Zespół powstał w 2004 roku jako Team AKA, a w 2007 roku zmianie uległa nazwa zespołu na CR Scuderia. Obecnie ekipa startuje w Brytyjskiej Formule Renault, zaś w latach 2010 - 2012 startowała w serii GP3 pod nazwą ATECH CRS Grand Prix, co było związane ze współpracą z brytyjskim zespołem Atech Grand Prix. W przeszłości zespół pojawiał się również na starcie serii British GT Championship, FIA GT Championship i FIA GT3 European Championship.

## Starty

### Seria GP3
Atech Grand Prix startował w GP3 we współpracy z Atech Grand Prix, stąd nazwa zespołu: Atech CRS Grand Prix.

| Rok  | Bolid           | Kierowcy          | Wyścigi | Wygrane | PP | NO | Pkt | M.K. | M.Z. |
| ---- | --------------- | ----------------- | ------- | ------- | -- | -- | --- | ---- | ---- |
| 2010 | Dallara-Renault | Patrick Reiterer  | 4       | 0       | 0  | 0  | 0   | 33   | 7    |
| 2010 | Dallara-Renault | Roberto Merhi     | 12      | 0       | 0  | 0  | 26  | 6    | 7    |
| 2010 | Dallara-Renault | Oliver Oakes      | 16      | 0       | 0  | 0  | 0   | 28   | 7    |
| 2010 | Dallara-Renault | Vittorio Ghirelli | 16      | 0       | 0  | 0  | 0   | 34   | 7    |
| 2011 | Dallara-Renault | Marlon Stöckinger | 16      | 0       | 0  | 0  | 0   | 29   | 10   |
| 2011 | Dallara-Renault | Nick Yelloly      | 16      | 0       | 0  | 0  | 7   | 21   | 10   |
| 2011 | Dallara-Renault | Zoël Amberg       | 16      | 0       | 0  | 0  | 0   | 28   | 10   |
| 2012 | Dallara-Renault | Tamás Pál Kiss    | 16      | 0       | 0  | 0  | 38  | 12   | 8    |
| 2012 | Dallara-Renault | John Wartique     | 10      | 0       | 0  | 0  | 0   | 25   | 8    |
| 2012 | Dallara-Renault | Ethan Ringel      | 16      | 0       | 0  | 0  | 0   | 29   | 8    |
| 2012 | Dallara-Renault | Fabio Gamberini   | 2       | 0       | 0  | 0  | 1   | 20   | 8    |
| 2012 | Dallara-Renault | Facu Regalía      | 4       | 0       | 0  | 0  | 0   | 27   | 8    |